# Мавпа (фільм)
«Мавпа» (англ. Ape) — чорна комедія режисера Джоеля Потрікуса, що вийшов на екрани в 2012 році.

## Зміст
Стендап-комік Тревор Невендайк живе в богом забутому Мічиганському містечку і підробляє вечорами в клубі, марно намагаючись розвеселити своїми жартами нечисленну публіку. У вільний від виступів час він присвячує іншому покликанню: Тревор — піроман, який підпалює все, що йому попадається на очі, включаючи сусідські двори. Іноді йому привиджується величезна мавпа. Коли Тревору відключать телевізор і виженуть з роботи, він вийде на справжню стежку війни.

## Акторський склад
| Актор                 | Роль |
| --------------------- | ---- |
| Джошуа Бердж          | -    |
| Гарі Бошек            | -    |
| Деніел Фаліка         | -    |
| Джейсон Рот           | -    |
| Гарі Перрін           | -    |
| Кевін Кленсі          | -    |
| Рейнальдо Херрера     | -    |
| Джаррод Непьерковскій | -    |
| Бенжамін Райлі        | -    |
| Майкл Саундерс        | -    |

## Знімальна група
- Режисер — Джоель Потрікус
- Сценарист — Джоель Потрікус
- Продюсер — Джоель Потрікус, Кевін Кленсі, Сара Кін

## Випуск
Світова прем'єра фільму «Мавпа» відбулася на Міжнародному кінофестивалі в Локарно 2012 року, де він отримав спеціальну згадку як «Найкращий новий режисер» і «Найкращий повнометражний фільм». Північноамериканська прем'єра відбулася на Міжнародному кінофестивалі у Ванкувері, а прем'єра в США — на Фестивалі Американського інституту кіномистецтва (AFI Fest) у Голлівуді. Фільм випустила в кінопрокат компанія Factory 25.

## Сприйняття
Ape отримав загалом схвальні відгуки критиків. До квітня 2019 року на агрегаторі рецензій Rotten Tomatoes оцінка «свіжості» фільму була 100 % на основі 5 рецензій, поки один із критиків не поставив поставили йому низьку оцінку.